# 馬諾維爾 (紐約州)
馬諾維爾（英語：Manorville）是位於美國紐約州薩福克縣的普查規定居民點。

## 人口
根據2020年美國人口普查的數據，馬諾維爾的面積為65.98平方千米，當中陸地面積為65.87平方千米，而水域面積為0.11平方千米。當地共有人口14317人，而人口密度為每平方千米216.99人。